# Shaun Bradley
Shaun Russell Ellis-Bradley (Municipio de Mount Holly, Nueva Jersey, 8 de abril de 1997) más conocido como Shaun Bradley, es un jugador profesional estadounidense de fútbol americano que se desempeña en la posición de linebacker en Philadelphia Eagles, equipo de la National Football League (NFL).

## Carrera
Fue seleccionado en la sexta ronda en la Reunión Anual de Selección de Jugadores de la NFL de 2020. Hizo su debut profesional con el equipo Philadelphia Eagles, donde lleva jugando cuatro temporadas.